# Przeciąganie liny na World Games 2009
Przeciąganie liny na World Games 2009, odbyło się w dniach 18 - 19 lipca w NSYSU Guo-Guang School w Kaohsiung. Mężczyźni rywalizowali na zewnątrz, zaś kobiety wewnątrz.

## Uczestnicy
| - Chiny - Wielka Brytania - Niemcy - Irlandia | - Japonia - Łotwa - Holandia - Południowa Afryka | - Szwajcaria - Szwecja - Ukraina - Chińskie Tajpej |

## Medale
| Konkurencja    | Złoto           | Srebro     | Brąz            |
| Mężczyźni      |                 |            |                 |
| 640 kilogramów | Szwajcaria      | Niemcy     | Holandia        |
| 680 kilogramów | Holandia        | Szwajcaria | Wielka Brytania |
| Kobiety        |                 |            |                 |
| 520 kilogramów | Chińskie Tajpej | Holandia   | Wielka Brytania |